# Polisportiva Due Principati 2017-2018
Questa voce raccoglie le informazioni riguardanti la Polisportiva Due Principati nelle competizioni ufficiali della stagione 2017-2018.

## Stagione
Nella stagione 2017-18 la Polisportiva Due Principati assume la denominazione sponsorizzata di P2P Givova Baronissi.
Partecipa per la prima volta alla Serie A2 grazie all'acquisto del titolo sportivo dalla Garavini Ravenna; chiude la regular season di campionato al dodicesimo posto in classifica, non qualificandosi per i play-off promozione.

## Organigramma societario
Area direttiva
- Presidente: Francesco Montuori

Area tecnica
- Allenatore: Ivan Castillo (fino al 1º marzo 2018)
- Allenatore in seconda: Teodoro Cicatelli

## Rosa
| N° | Nome                | Ruolo | Data di nascita  | Nazionalità sportiva |
| -- | ------------------- | ----- | ---------------- | -------------------- |
| 1  | Martina Baruffi     | P     | 26 marzo 1994    | Italia               |
| 2  | Marianna Ferrara    | S     | 29 ottobre 1996  | Italia               |
| 3  | Alessia Travaglini  | C     | 10 aprile 1988   | Italia               |
| 4  | Giorgia Avenia      | P     | 4 aprile 1994    | Italia               |
| 5  | Angela Prestanti    | C     | 19 dicembre 1992 | Italia               |
| 6  | Yaremis Mendaro     | O     | 21 aprile 1994   | Cuba                 |
| 7  | Marilyn Strobbe     | C     | 11 febbraio 1989 | Italia               |
| 8  | Marianna Maggipinto | L     | 5 gennaio 1996   | Italia               |
| 9  | Miroslava Kijaková  | S     | 5 maggio 1988    | Slovacchia           |
| 9  | Anna Amaturo        | P     | 17 luglio 2001   | Italia               |
| 10 | Mariangela Pedone   | L     | 10 novembre 1999 | Italia               |
| 11 | Marianna Vujko      | C     | 15 maggio 1992   | Italia               |
| 12 | Pilar Victoriá      | S     | 11 ottobre 1995  | Porto Rico           |
| 13 | Carmen Gagliardi    | C     | 23 gennaio 1991  | Italia               |
| 14 | Serena Moneta       | S     | 17 dicembre 1990 | Italia               |
| 17 | Giorgia Quarchioni  | S     | 3 aprile 1995    | Italia               |

## Mercato
| Acquisti | Acquisti            | Acquisti        | Acquisti   |
| R.       | Nome                | da              | Modalità   |
| -------- | ------------------- | --------------- | ---------- |
| P        | Anna Amaturo        | ?               | definitivo |
| P        | Giorgia Avenia      | VolAlto Caserta | definitivo |
| P        | Martina Baruffi     | Effe Isernia    | definitivo |
| S        | Marianna Ferrara    | Chieri '76      | definitivo |
| L        | Marianna Maggipinto | Hermaea         | definitivo |
| S        | Miroslava Kijaková  | Trentino Rosa   | definitivo |
| O        | Yaremis Mendaro     | Quimper         | definitivo |
| S        | Serena Moneta       | Busto Arsizio   | definitivo |
| C        | Angela Prestanti    | Sacrata         | definitivo |
| S        | Giorgia Quarchioni  | Pav Udine       | definitivo |
| C        | Marilyn Strobbe     | VolAlto Caserta | definitivo |
| C        | Alessia Travaglini  | Soverato        | definitivo |
| S        | Pilar Victoriá      | Arkansas        | definitivo |
| C        | Marianna Vujko      | Soverato        | definitivo |

| Cessioni | Cessioni           | Cessioni            | Cessioni   |
| R.       | Nome               | a                   | Modalità   |
| -------- | ------------------ | ------------------- | ---------- |
| S        | Marica Armonia     | Real Napoli         | definitivo |
| C        | Ambra Composto     | Aragona             | definitivo |
| S        | Michela Culiani    | Mesagne             | definitivo |
| O        | Miriam D'Arco      | Minturno            | definitivo |
| P        | Martina Del Vaglio | ALP Normanna        | definitivo |
| S        | Miroslava Kijaková | Haris               | definitivo |
| C        | Simona La Rosa     | Belluno             | definitivo |
| S        | Arianna Peruzzi    | Bruel Bassano       | definitivo |
| S        | Candida Viscito    | Pontecagnano Faiano | definitivo |

## Risultati

### Serie A2

#### Girone di andata
| 1ª giornata - 8 ottobre 2017 PalaCapriglia, Pellezzano          | Due Principati        | 3 - 2 | Millenium Brescia | 25-23, 12-25, 25-23, 23-25, 15-12 |
| 2ª giornata - 14 ottobre 2017 Centro Pavesi, Milano             | Club Italia           | 3 - 2 | Due Principati    | 22-25, 25-18, 25-23, 22-25, 15-7  |
| 3ª giornata - 18 ottobre 2017 PalaCapriglia, Pellezzano         | Due Principati        | 2 - 3 | Adolfo Consolini  | 25-23, 18-25, 25-22, 20-25, 9-15  |
| 4ª giornata - 22 ottobre 2017 PalaCapriglia, Pellezzano         | Due Principati        | 1 - 3 | Soverato          | 25-20, 17-25, 21-25, 20-25        |
| 5ª giornata - 29 ottobre 2017 PalaSanbapolis, Trento            | Trentino Rosa         | 3 - 0 | Due Principati    | 26-24, 25-21, 25-22               |
| 6ª giornata - 1º novembre 2017 PalaCollodi, Montecchio Maggiore | Montecchio Maggiore   | 3 - 2 | Due Principati    | 12-25, 30-28, 21-25, 25-10, 22-20 |
| 7ª giornata - 5 novembre 2017 PalaCapriglia, Pellezzano         | Due Principati        | 3 - 1 | Olimpia Teodora   | 25-17, 23-25, 25-21, 26-24        |
| 8ª giornata - 12 novembre 2017 PalaCapriglia, Pellezzano        | Due Principati        | 1 - 3 | CUS Torino        | 18-25, 19-25, 25-13, 17-25        |
| 9ª giornata - 19 novembre 2017 PalaPapini, Orvieto              | Zambelli Orvieto      | 3 - 0 | Due Principati    | 25-13, 25-14, 33-31               |
| 10ª giornata - 26 novembre 2017 PalaCapriglia, Pellezzano       | Due Principati        | 0 - 3 | Chieri '76        | 20-25, 23-25, 17-25               |
| 11ª giornata - 29 novembre 2017 PalaBellina, Marsala            | Marsala               | 1 - 3 | Due Principati    | 16-25, 25-17, 25-27, 17-25        |
| 12ª giornata - 3 dicembre 2017 PalaCapriglia, Pellezzano        | Due Principati        | 3 - 1 | Hermaea           | 27-25, 25-21, 14-25, 25-19        |
| 13ª giornata - 10 dicembre 2017 PalaCastagnaretta, Cuneo        | Cuneo Granda          | 3 - 1 | Due Principati    | 27-25, 25-21, 21-25, 25-21        |
| 15ª giornata - 17 dicembre 2017 PalaManera, Mondovì             | Mondovì               | 3 - 0 | Due Principati    | 25-17, 25-19, 25-18               |
| 16ª giornata - 26 dicembre 2017 PalaCapriglia, Pellezzano       | Due Principati        | 3 - 2 | VolAlto Caserta   | 25-27, 25-27, 25-18, 25-14, 15-13 |
| 17ª giornata - 30 dicembre 2017 PalaEvangelisti, Perugia        | Wealth Planet Perugia | 0 - 3 | Due Principati    | 19-25, 16-25, 24-26               |

#### Girone di ritorno
| 18ª giornata - 6 gennaio 2018 PalaGeorge, Montichiari                            | Millenium Brescia | 3 - 0 | Due Principati        | 30-28, 26-24, 25-15               |
| 19ª giornata - 14 gennaio 2018 PalaCapriglia, Pellezzano                         | Due Principati    | 2 - 3 | Club Italia           | 25-15, 20-25, 23-25, 25-19, 12-15 |
| 20ª giornata - 17 gennaio 2018 Palazzetto dello Sport, San Giovanni in Marignano | Adolfo Consolini  | 3 - 0 | Due Principati        | 26-24, 25-22, 25-14               |
| 21ª giornata - 21 gennaio 2018 PalaScoppa, Soverato                              | Soverato          | 3 - 2 | Due Principati        | 25-17, 23-25, 25-22, 22-25, 15-12 |
| 22ª giornata - 28 gennaio 2018 PalaCapriglia, Pellezzano                         | Due Principati    | 2 - 3 | Trentino Rosa         | 25-21, 22-25, 25-23, 26-28, 11-15 |
| 23ª giornata - 4 febbraio 2018 PalaCapriglia, Pellezzano                         | Due Principati    | 3 - 0 | Montecchio Maggiore   | 25-16, 25-17, 25-22               |
| 24ª giornata - 10 febbraio 2018 PalaCosta, Ravenna                               | Olimpia Teodora   | 3 - 1 | Due Principati        | 23-25, 25-21, 25-22, 25-22        |
| 25ª giornata - 21 febbraio 2018 Palazzetto dello Sport, Alpignano                | CUS Torino        | 3 - 1 | Due Principati        | 25-20, 19-25, 25-19, 25-13        |
| 26ª giornata - 25 febbraio 2018 PalaCapriglia, Pellezzano                        | Due Principati    | 0 - 3 | Zambelli Orvieto      | 13-25, 18-25, 22-25               |
| 27ª giornata - 4 marzo 2018 PalaMaddalene, Chieri                                | Chieri '76        | 0 - 3 | Due Principati        | 14-25, 31-33, 17-25               |
| 28ª giornata - 7 marzo 2018 PalaCapriglia, Pellezzano                            | Due Principati    | 2 - 3 | Marsala               | 25-16, 19-25, 25-22, 23-25, 13-15 |
| 29ª giornata - 11 marzo 2018 Geopalace, Olbia                                    | Hermaea           | 3 - 0 | Due Principati        | 25-19, 25-19, 25-17               |
| 30ª giornata - 18 marzo 2018 PalaCapriglia, Pellezzano                           | Due Principati    | 0 - 3 | Cuneo Granda          | 20-25, 26-28, 18-25               |
| 32ª giornata - 25 marzo 2018 PalaCapriglia, Pellezzano                           | Due Principati    | 3 - 2 | Mondovì               | 25-23, 23-25, 25-21, 13-25, 15-8  |
| 33ª giornata - 4 aprile 2018 Palazzetto dello Sport, Caserta                     | VolAlto Caserta   | 0 - 3 | Due Principati        | 9-25, 17-25, 15-25                |
| 34ª giornata - 8 aprile 2018 PalaCapriglia, Pellezzano                           | Due Principati    | 3 - 0 | Wealth Planet Perugia | 25-19, 25-19, 25-20               |

## Statistiche

### Statistiche di squadra
| Competizione | Punti | In casa | In casa | In casa | In trasferta | In trasferta | In trasferta | Totale | Totale | Totale |
| Competizione | Punti | G       | V       | P       | G            | V            | P            | G      | V      | P      |
| ------------ | ----- | ------- | ------- | ------- | ------------ | ------------ | ------------ | ------ | ------ | ------ |
| Serie A2     | 37    | 16      | 7       | 9       | 16           | 4            | 12           | 32     | 11     | 21     |
| Totale       | -     | 16      | 7       | 9       | 16           | 4            | 12           | 32     | 11     | 21     |

G = partite giocate; V = partite vinte; P = partite perse

### Statistiche dei giocatori
| Giocatore     | Serie A2 | Serie A2 | Serie A2 | Serie A2 | Serie A2 | Totale | Totale | Totale | Totale | Totale |
| Giocatore     | P        | PT       | AV       | MV       | BV       | P      | PT     | AV     | MV     | BV     |
| ------------- | -------- | -------- | -------- | -------- | -------- | ------ | ------ | ------ | ------ | ------ |
| A. Amaturo    | 2        | 1        | 1        | 0        | 0        | 2      | 1      | 1      | 0      | 0      |
| G. Avenia     | 31       | 87       | 43       | 34       | 10       | 31     | 87     | 43     | 34     | 10     |
| M. Baruffi    | 17       | 9        | 4        | 3        | 2        | 17     | 9      | 4      | 3      | 2      |
| M. Ferrara    | 29       | 43       | 39       | 0        | 4        | 29     | 43     | 39     | 0      | 4      |
| C. Gagliardi  | 4        | 5        | 1        | 4        | 0        | 4      | 5      | 1      | 4      | 0      |
| M. Kijaková   | 16       | 150      | 116      | 13       | 21       | 16     | 150    | 116    | 13     | 21     |
| M. Maggipinto | 32       | 1        | 1        | 0        | 0        | 32     | 1      | 1      | 0      | 0      |
| Y. Mendaro    | 32       | 638      | 536      | 43       | 59       | 32     | 638    | 536    | 43     | 59     |
| S. Moneta     | 31       | 276      | 243      | 11       | 22       | 31     | 276    | 243    | 11     | 22     |
| M. Pedone     | 3        | 0        | 0        | 0        | 0        | 3      | 0      | 0      | 0      | 0      |
| A. Prestanti  | 19       | 42       | 20       | 17       | 5        | 19     | 42     | 20     | 17     | 5      |
| G. Quarchioni | 27       | 132      | 104      | 13       | 15       | 27     | 132    | 104    | 13     | 15     |
| M. Strobbe    | 31       | 296      | 210      | 58       | 28       | 31     | 296    | 210    | 58     | 28     |
| A. Travaglini | 14       | 70       | 44       | 20       | 6        | 14     | 70     | 44     | 20     | 6      |
| P. Victoriá   | 11       | 113      | 103      | 4        | 6        | 11     | 113    | 103    | 4      | 6      |
| M. Vujko      | 17       | 64       | 35       | 20       | 9        | 17     | 64     | 35     | 20     | 9      |

P = presenze; PT = punti totali; AV = attacchi vincenti; MV = muri vincenti; BV = battute vincenti